# Silvio Heinevetter
Silvio Heinevetter (Bad Langensalza, 21 de octubre de 1984) es un balonmanista alemán. Juega en la posición de guardameta y su actual equipo es el ThSV Eisenach de la Bundesliga.
Debutó con la selección alemana el 10 de junio de 2006 en un partido contra España. Desde entonces ha sido internacional en 118 ocasiones, anotando 1 gol.
Con la selección ha ganado la medalla de bronce en los Juegos Olímpicos de Río de Janeiro 2016.

## Trayectoria
- 1. SV Concordia Delitzsch ( -2005)
- SC Magdeburg (2005-2009)
- Füchse Berlin (2009-2020)
- MT Melsungen (2020-2022)
- TVB 1898 Stuttgart (2022-2024)
- ThSV Eisenach (2024- )

## Palmarés

### Füchse Berlin
- Copa de Alemania de balonmano (1): 2014
- Copa EHF (2): 2015, 2018
- Mundialito de clubes (2): 2015, 2016